# A559 Sleipner
A559 Sleipner er Søværnets eneste dedikerede transportskib, oprindeligt bygget til transport af torpedoer. Skibet er opkaldt efter den nordiske gud Odins hest Sleipner.
Sleipner anvendes nu til dags til at transportere almindeligt gods, miner eller StanFlex-containermoduler til andre enheder. Skibet er organisatorisk underlagt OPLOG Frederikshavn.